# Szimon Kanowicz
Szimon Kanowicz (hebr.: שמעון כנוביץ, ang.: Shimon Kanovitch, ur. 6 lipca 1900 w Niemczech, zm. 27 lipca 1961) – izraelski lekarz i polityk, w latach 1959–1961 poseł do Knesetu z listy Partii Progresywnej.

## Życiorys
Urodził się 6 lipca 1900 w Cesarstwie Niemieckim. Studiował medycynę na Uniwersytecie Albertyna w Królewcu, Uniwersytecie Johanna Wolfganga Goethego we Frankfurcie nad Menem oraz na Uniwersytecie Eberharda Karola w Tybindze, uzyskał specjalizację w pediatrii. Działał w organizacjach syjonistycznych. W 1933 roku wyemigrował do Palestyny.
W wyborach parlamentarnych w 1959 po raz pierwszy i jedyny dostał się do izraelskiego parlamentu z listy Partii Progresywnej, która podczas tej kadencji Knesetu połączyła się z Ogólnymi Syjonistami tworzą Partię Liberalną.
Zmarł 27 lipca 1961, na krótko przed kolejnymi wyborami.